# NGC 4188
NGC 4188 (również PGC 39059) – galaktyka spiralna (Sb), znajdująca się w gwiazdozbiorze Kruka. Odkrył ją w 1886 roku Ormond Stone.